# João Falcão, Governador de Benavente
João Falcão ou João Falconet (Inglaterra, 1350 – Benavente, Portugal) foi um nobre do Reino Unido que veio para Portugal durante o reinado de D. João I de Portugal, a acompanhar a rainha D. Filipa de Lencastre e o pai desta, o Duque João de Gant, 1º Duque de Lencastre, a quando do casamento de D. Filipa com o rei português.
No Reino Unido foi Lorde do Alto Parlamento de Inglaterra e em Portugal foi o tronco da Família Falcão. Exerceu o cargo de Governador ou Alcaide-Mor da Praça de Benavente onde veio a morrer a quando da invasão de Portugal pelo rei D. João I de Castela que procurava tomar Lisboa a fim de se ver livre do rei de Portugal D. João I, que em 1364 fora consagrado Grão Mestre da Ordem de Avis.

## Relações familiares
Foi casado com Maria da Silva (1360 -?) filha de Gonçalo Anes de Abreu (1340 -?), alcaide-mor de Alter do Chão, de quem teve:
1. João Falcão (1400 -?), alcaide-mor de Mourão casado com Branca de Sousa,
2. Manuel Falcão, (1380 -?) alcaide-mór de Muge casou com Luísa de Macedo,
3. D. Álvaro de Abreu, (1390 -?), bispo de Évora,
4. Leonor Falcão (c. 1380 -?) casou com Nuno Martins da Silveira, senhor de Terena e 1.º escrivão da puridade,
5. Brites Rodrigues de Abreu (c. 1390 -?) casou com Diogo Nunes Pereira de Lacerda (1390 -?), senhor de Sardoal filho de D. Violante Pereira,
6. Mécia Pais Falcão casou com Rodrigo Garcês, que foi anadel-mor, Chefe de companhia militar e capitão de besteiros.

Alguns historiadores atribuem-lhe um segundo casamento com Catarina de Estranberg.